# Christophe de Beaumont
Christophe de Beaumont (Meyrals, 26 juli 1703 - Parijs, 12 december 1781) was een Frans aartsbisschop.
Hij was een afstammeling van de takken van de Adrets en Saint-Quentin uit de befaamde familie Beaumont uit Dauphiné.
In 1741 werd hij bisschop van Bayonne, in 1743 aartsbisschop van Vienne en in 1746 aartsbisschop van Parijs en hertog van Saint-Cloud. Beaumont is bekend door zijn strijd tegen de jansenisten. 

Een eerste conflict betrof het Hôpital général. Het Hôpital, of Armenhuis, was een enorme gevangenis voor de armen, waarvan het bestuur zich had kunnen onttrekken aan toezicht van de Koning en de Kerk. Volledig autonoom was het een broeihaard van corruptie, mishandelingen en jansenistische drijverij geworden. De Beaumont, gesteund door de Koning, bracht orde op zaken door het kerkelijk toezicht te vestigen en tégen de wil van de corrupte Parlementaire toezichthouders een onkreukbare Overste te benoemen - Madame de Moysan -, op te komen tegen de wantoestanden en de corruptie uit te roeien. Een grootschalige lastercampagne brak los tegen de aartsbisschop en de Overste, en het Parlement probeerde de Overste af te zetten. Het conflict met het Parlement leidde zelfs tot een staking van de magistraten.

Een tweede conflict was wegens de billets de confession: om de jansenisten te dwingen de pauselijke bul Unigenitus te aanvaarden, waarin deze doctrine werd veroordeeld, gaf hij de priesters van zin bisdom het bevel om de absolutie te weigeren aan degenen die deze bul weigerden te aanvaarden en een kerkelijke begrafenis te weigeren voor degenen die niet gebiecht hadden bij een erkende priester (en een certificaat konden voorleggen). Het Parlement van Parijs was de mening toegedaan dat het zeggenschap had in geestelijke zaken - en dat het dus boven de Kerk stond -, veroordeelde de stelling van de aartsbisschop, en dreigde ermede zijn goederen te confisqueren als hij zijn stelling bleef volhouden. Ook priesters die de aartsbisschop gehoorzaamden werden veroordeeld door het Parlement, tot bijzonder zware straffen. Op de koop toe lokten parlementaire kringen speciaal incidenten uit waarbij sacramenten geweigerd werden.
Alhoewel Lodewijk XV het parlement het verbod oplegde om tussen te komen in religieuze zaken, werd de aartsbisschop in augustus 1754 in "eervolle " ballingschap gestuurd - als deel van een schikking met het Parlement. Beaumont, eerlijk en recht in zijn schoenen, weigerde echter elk vergelijk, zelfs vergezeld van aanlokkelijke vooruitzichten zoals een kardinaalshoed.
Daarnaast zette Beaumont ook een aanval in op de philosophes en veroordeelde in een brief Rousseaus Émile, ou De l'éducation. Rousseau repliceerde in zijn bekende Lettre à M. de Beaumont (1762).
Beaumonts Mandements, lettres et instructions pastorales werden in 1780, twee jaar vóór zijn dood, gepubliceerd.
- Biblioteca Nacional de España: XX1183872
- Bibliothèque nationale de France: cb11890817g (data)
- Catàleg d'autoritats de noms i títols de Catalunya: 981058529805306706
- Gemeinsame Normdatei: 117579351
- International Standard Name Identifier: 0000 0001 2128 731X
- Library of Congress Control Number: n83130104
- Nationale Bibliotheek van Tsjechië: ola2008459737
- Nationale Bibliotheek van Israël: 987007274664005171
- Nederlandse Thesaurus van Auteursnamen: 070259445
- SNAC: w61552pj
- Système universitaire de documentation: 026712652
- Trove: 1033014
- Virtual International Authority File: 39373425
- WorldCat: E39PBJdMbQxwBtbXYGK4vC9Rrq